# Antiga Foneria Fèlix Jaume
L'Antiga Foneria Fèlix Jaume és un edifici del municipi de Figueres (Alt Empordà) protegit com a bé cultural d'interès local. És un edifici localitzat vora el límit de llevant del centre històric. Consta d'una sola planta bastida amb maó vist. Façana presenta obertures de mig punt, amb imposta sobre pilars de base rectangular. A sobre dels arcs hi ha un ràfec amb motllures triangulars decoratives.